# Mini-Südpazifikspiele 2001
Die 6. Mini-Südpazifikspiele fanden vom 3. bis 14. Dezember 2001 in Kingston auf der Norfolkinsel statt.

## Teilnehmende Nationen
18 der 22 startberechtigten Länder nahmen an den Mini-Südpazifikspielen teil.
| - Amerikanisch-Samoa - Cookinseln - Fidschi - Föderierte Staaten von Mikronesien - Guam - Kiribati | - Nauru - Neukaledonien - Niue - Norfolkinsel - Nördliche Marianen - Palau | - Papua-Neuguinea - Salomonen - Samoa - Tahiti - Tonga - Vanuatu |

## Sportarten
Bei den Mini-Südpazifikspielen waren zehn Sportarten im Programm.
| - Bodybuilding - Bogenschießen - Bowls - Golf - Leichtathletik | - Netball - Schießen - Squash - Tennis - Triathlon |

Fett markierte Links führen zu den detaillierten Ergebnissen der Spiele

## Medaillenspiegel
| Platz  | Land                   | Gold | Silber | Bronze | Gesamt |
| ------ | ---------------------- | ---- | ------ | ------ | ------ |
| 1      | Fidschi                | 27   | 9      | 13     | 49     |
| 2      | Französisch-Polynesien | 22   | 13     | 10     | 45     |
| 3      | Neukaledonien          | 20   | 22     | 10     | 52     |
| 4      | Samoa                  | 10   | 7      | 10     | 27     |
| 5      | Papua-Neuguinea        | 8    | 18     | 12     | 38     |
| 6      | Norfolkinsel           | 5    | 12     | 8      | 25     |
| 7      | Tonga                  | 3    | 3      | 6      | 12     |
| 8      | Cookinseln             | 1    | 1      | 5      | 7      |
| 9      | Niue                   | 1    | —      | 3      | 4      |
| 10     | Salomonen              | —    | 2      | 4      | 6      |
| 11     | Vanuatu                | —    | 1      | 2      | 3      |
| 12     | Nördliche Marianen     | —    | —      | 1      | 1      |
| Gesamt | Gesamt                 | 97   | 88     | 84     | 269    |